# Sojoez 9
Sojoez 9 (Russisch: Союз-9, "Unie 9") was een Russische bemande ruimtevlucht uit 1970. Doel van deze vlucht was de grenzen van zowel technische middelen als de mens in de ruimte te verkennen. Door de voor die tijd lange vluchtduur nam de Sovjet-Unie het duurrecord over. Dat stond sinds 1965 op naam van de bemanning van de Amerikaanse Gemini 7.

## Voorspel

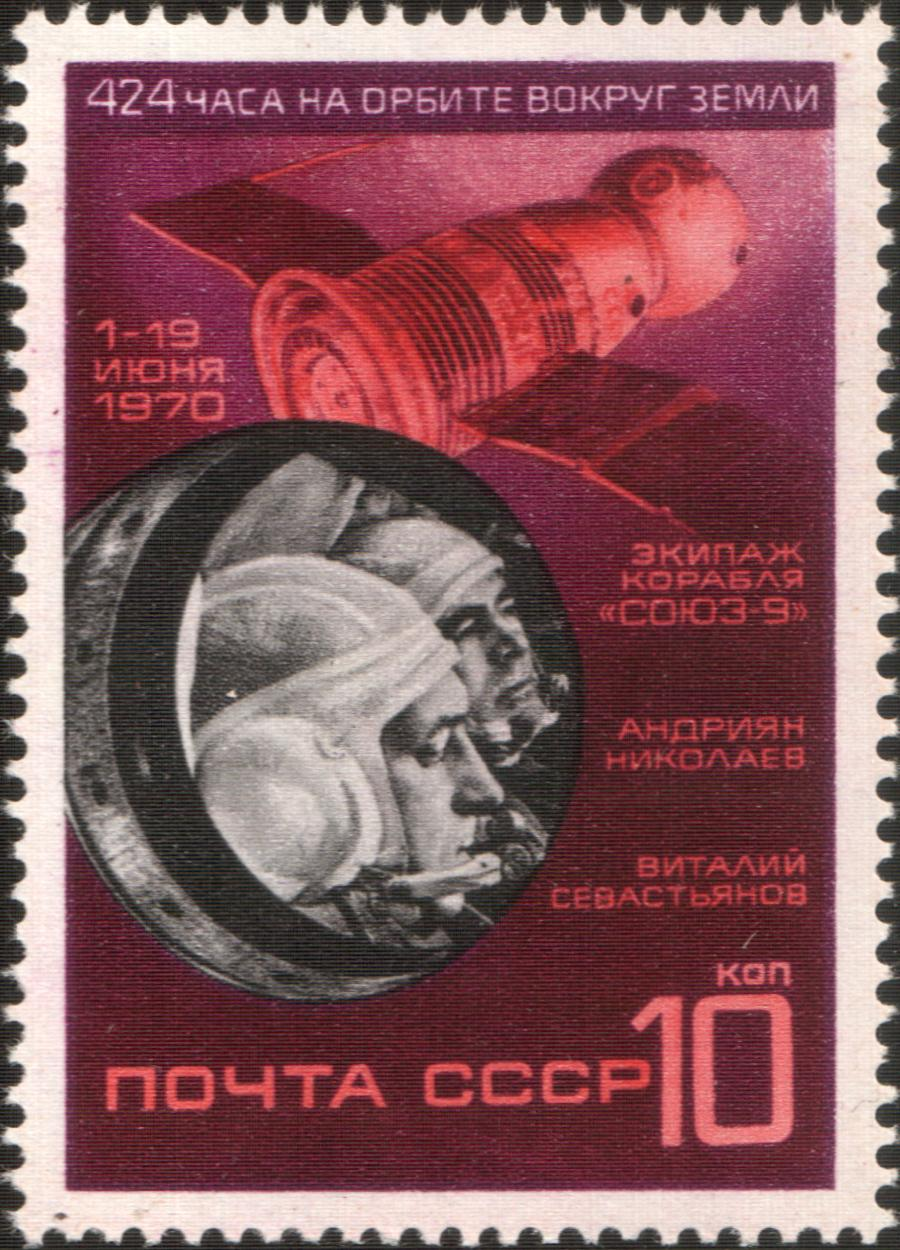
Postzegel over Sojoez 9

Het vele ijs van de Koude Oorlog ontdooide in dat jaar een beetje. De eerste mens op de maan, Neil Armstrong, was te gast bij kosmonaut Georgi Beregovoi. Armstrong gaf hem op de dag van lancering een onderscheiding, waarop Beregovoi hem vertelde dat ter ere van zijn aanwezigheid Sojoez 9 het wereldruim koos en liet het hem meteen op tv zien.
Hij was niet de enige. In 1970 hield de COSPAR (Committee on Space Research) van 20 tot 29 mei haar jaarlijkse congres in het toenmalige Leningrad. Veel buitenlandse afgevaardigden zagen de lancering zodoende op de Russische tv.

## Vluchtverloop

### Bemanning
De tweekoppige bemanning bestond uit veteraan en commandant Andrian Nikolajev en technicus Vitali Sevastjanov, die zijn eerste vlucht maakte. Ruimtevaart zat in de familie, want Nikolajev was de echtgenoot van Valentina Teresjkova, de eerste vrouw in de ruimte.

### Lancering
De Sojoez 9 werd gelanceerd op 1 juni 1970 met behulp van een Sojoez draagraket vanaf Bajkonoer. Deze Sojoez had een gewicht van 6460 kg. De capsule kwam in een baan met een hoogste punt van 220 km, een laagste punt van 207 km met een inclinatie van 51,7°. Ze had 88,58 minuten nodig om een rondje om de Aarde te trekken.

### Wetenschappelijke proeven
Tijdens de vlucht verzorgden de Russen veel live tv-uitzendingen. In dat tijdperk vrij uniek, want normaal gesproken gaven de Sovjets niet bijster veel geheimen over hun ruimtevaartprogramma prijs en was men vooral de Westerse pottenkijkers liever kwijt dan rijk.
Naast het maken van wolkenfoto's bestudeerden de twee kosmonauten hoe goed geologische en geografische doelen vanuit een baan om de Aarde konden worden herkend, bijvoorbeeld wolkenpatronen, sneeuw- en ijskappen en wateroppervlakten. Maar het belangrijkste doel op deze missie was het vaststellen hoe goed de kosmonauten tijdens langere perioden van gewichtloosheid in staat bleken om gegeven opdrachten fatsoenlijk uit te voeren, zowel individueel als in teamverband. En ze kregen een hoop werk mee: pas na negen dagen noeste arbeid gaf de vluchtleiding ze een dagje vrij.
Voor die tijd verrichtten ze onderzoek naar de dampkring, probeerden astronavigatie uit met behulp van de sterren Wega en Canopus en gebruikten tevens een sextant met behulp van de aardhorizon.

### Lichamelijke en sociale gevolgen
Tevens hield de vluchtleiding met grote belangstelling hun biomedische gegevens in het oog. Immers mocht het menselijk lichaam langere ruimtevluchten niet goed aankunnen, dan zou deze vlucht daaromtrent duidelijkheid verschaffen. Dit was van immens belang voor het aankomende Saljoet-programma, waarbij kosmonauten voor langere tijd in de ruimte verbleven. Zo droegen Nikolajev en Sevastjanov speciale trainingspakken met elastieken banden erin, die een kracht van 50 kg uitoefenden en zo de kosmonaut omlaag drukten. Zodoende moest hun lichaam toch werken om te kunnen bewegen. Maar in hun ijver om het drukke werkschema vol te houden gingen beiden over de schreef. Ze verruilden hun schaarse tijd ingepland voor lichamelijke oefeningen voor het doen van meer wetenschappelijk onderzoek. Dat bleef niet zonder gevolgen en beide kosmonauten leerden, na terugkeer op Aarde, hun lesje vervolgens op de harde manier. Dit mondde uit in een scherpe vingerwijzing om tijdens toekomstige missies niet te sjoemelen met de dagelijkse gymnastiekoefeningen. 
Tijdens de vlucht praatte commandant Nikolajev, zowel via radio als tv, met zijn vrouw en dochtertje. Dit als onderdeel van studie naar de sociale gevolgen van langere ruimtevluchten, waar tot die tijd nauwelijks enige ervaring mee was opgedaan.
Op de tiende dag van hun missie ruimde de vluchtleiding tijd in om te ontspannen. Dat was geen overbodige luxe: de mannen zaten op de helft van hun vlucht en daarna nog een week met elkaar opgescheept in een niet al te ruime capsule. Gelukkig beschikte de Sojoez tevens over een apart werkcompartiment (dit in tegenstelling tot de Amerikaanse Apollo), maar ook dan bleef het daarboven een krappe bedoening.
Ze keken naar voetbalwedstrijden in de World Cup en brachten hun stem uit vanuit een baan om de Aarde. Ten slotte speelden ze een partijtje schaak met een collega op de grond, kosmonaut Viktor Gorbatko.
Dat die snipperdag niet alle problemen wegnam, bleek twee dagen later. Vanaf de twaalfde missiedag ondervonden de kosmonauten concentratieproblemen. Ze rapporteerden vermoeidheid en maakten (weliswaar kleine) fouten, maar de langere vluchtduur eiste nu toch duidelijk zijn tol.

### Terugkeer op Aarde
Op keerde 19 juni 1970 Sojoez 9 veilig naar de Aarde terug. De capsule landde na 288 omwentelingen en een vlucht van 17 dagen, 16 uur en 59 minuten op 75 km ten westen van Karaganda in Kazachstan, na een afstand van bijna twaalf miljoen kilometer (11.899.027) te hebben afgelegd.

## Moeder Natuur wijst vermanend vingertje
Maar hun creatief geschuif met werkschema's, vooral als ze daardoor geen lichamelijke oefeningen hoefden te doen, brak beide kosmonauten nu zuur op. Zowel Nikolajev als Sevastjanov wankelden op hun benen, vooropgesteld dat het ze überhaupt lukte om op te staan. De bergingsploegen sleurden hen ten langen leste maar aan hun armen de capsule uit, want ze zagen er alle twee allesbehalve gezond uit. Daar kwam bij dat de bergingsploeg geen speciale stoelen of andere hulpmiddelen ter beschikking had, juist omdat er zo weinig bekend was over de lichamelijke effecten van langere ruimtevluchten. Meteen hierna vervoerde men de kosmonauten naar het ziekenhuis. Sevastjanov bleef wekenlang duizelig, voor hij weer helemaal de oude werd. Gek genoeg zou later, tijdens het Skylab-project, blijken dat dit euvel weer minder werd als de vlucht nóg langer duurde.
Het duurde al met al tien dagen alvorens de kosmonauten weer redelijk herstelden. Aanwijzingen dat de kosmonauten enigszins zeeziek werden door een brandstofbesparende rotatie van de Sojoez 9 konden de artsen echter niet hardmaken. Maar de boodschap van Moeder Natuur was niet mis te verstaan: op langere ruimtevluchten geen "bochtjes afsnijden" tijdens de dagelijkse lichamelijke oefeningen!  
1 ·
2 ·
3 ·
4 ·
5 ·
6 ·
7 ·
8 ·
9 ·
10 ·
11 ·
12 ·
13 ·
14 ·
15 ·
16 ·
17 ·
18A ·
18 ·
19 ·
20 ·
21 ·
22 ·
23 ·
24 ·
25 ·
26 ·
27 ·
28 ·
29 ·
30 ·
31 ·
32 ·
33 ·
34 · 
35 ·
36 ·
37 ·
38 ·
39 ·
40

T-1 ·  
T-2 ·
T-3 ·
T-4 ·
T-5 · 
T-6 ·
T-7 · 
T-8 ·
T-9 · 
T-10-1 ·
T-10 · 
T-11 ·
T-12 · 
T-13 ·
T-14 · 
T-15